# Planétarium
Pour les articles homonymes, voir Planetarium (film).

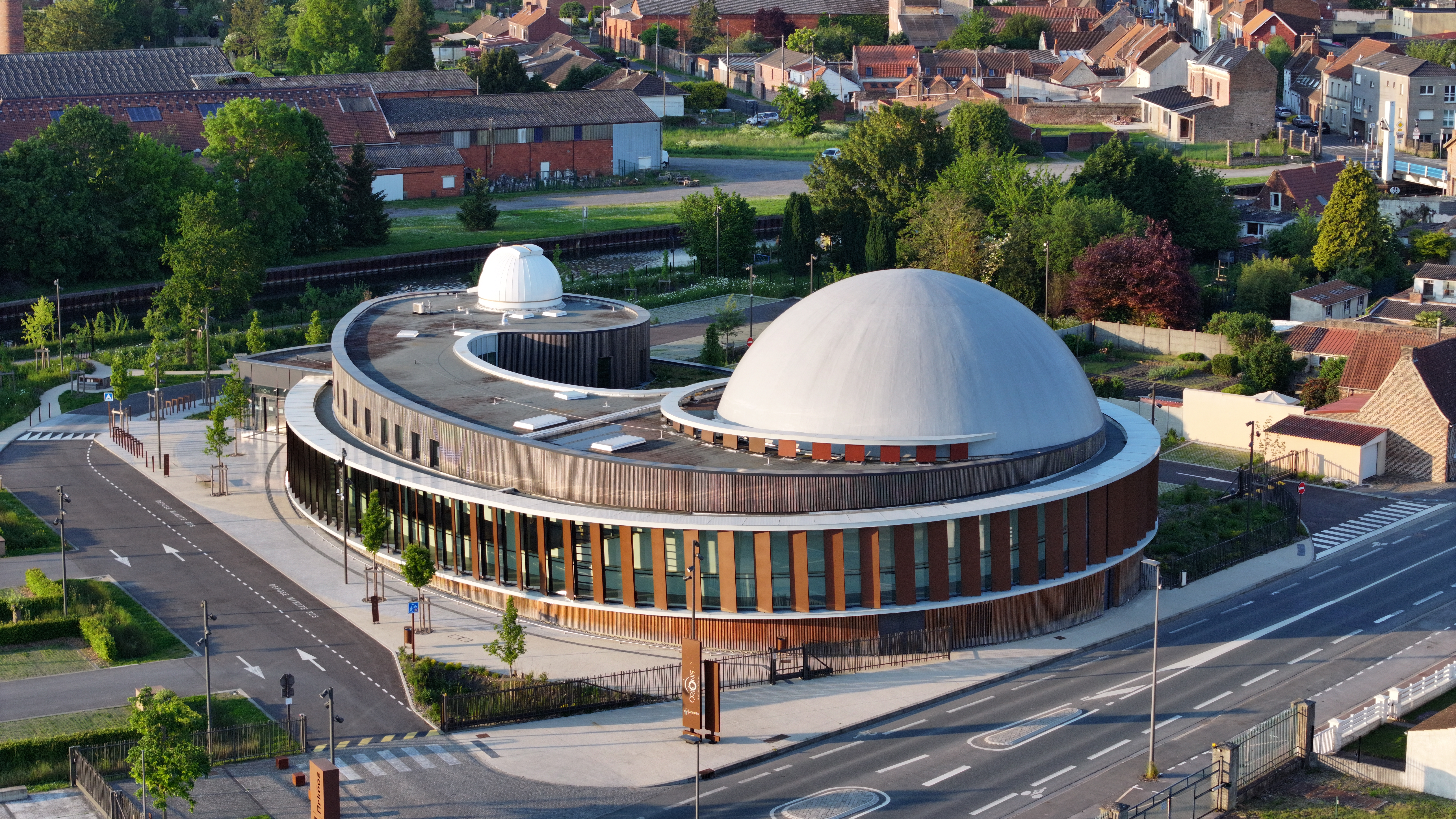
Orionis : Le planétarium de Douaisis

Le terme planétarium désigne le dôme présentant une reproduction du ciel avec ses constellations et ses étoiles et, par métonymie, le projecteur spécifique permettant de simuler le ciel sur un écran hémisphérique, de même que la salle où fonctionne ce projecteur, ou encore la structure organisée tout autour.
La tendance qui tend à se généraliser actuellement en France, notamment sous l'influence de l'Association des planétariums de langue française (APLF), est de désigner par planétarium un lieu de culture scientifique consacré à l'astronomie et pouvant comporter différents systèmes de projection du ciel étoilé.
Généralement, un planétarium comporte une salle circulaire surmontée d'un dôme hémisphérique de quelques mètres de diamètre qui en est l'écran. Un système de projection permet d'y afficher la voûte étoilée, les constellations, le mouvement des planètes dans le ciel, etc. Actuellement, quatre types de systèmes coexistent : opto-mécaniques, numériques,  hybrides et Led dome.
Les projecteurs opto-mécaniques sont des merveilles de mécanismes d'horlogerie et de combinaisons optiques. Très reconnaissables puisqu'ils trônent au centre des planétariums, ils permettent une représentation du ciel visible depuis la Terre et d'accélérer les mouvements des différents corps célestes, grâce à une projection optique directe d'une ou plusieurs sources lumineuses.
Les systèmes numériques sont composés, d'une part, d'un logiciel de simulation astronomique dit « 3D temps réel », et d'autre part, d'un affichage grâce à un ou plusieurs vidéoprojecteurs. Leur capacité à dépasser une vision géocentrique du monde (limitation des systèmes opto-mécaniques) et leurs possibilités pédagogiques incomparables expliquent pourquoi ils remplacent progressivement les projecteurs opto-mécaniques.
Les systèmes hybrides permettent d'utiliser le meilleur des deux systèmes : la finesse de la projection optique des étoiles vues depuis la Terre et l'apport pédagogique permis par le déplacement du spectateur parmi les planètes du Système solaire, dans le milieu interstellaire ou intergalactique.
Récemment, le remplacement du système de projection via des vidéo projecteurs par un "dôme Leds", révolutionnera peut-être les installations. Ce type de dôme est constitué de plaques de diodes électroluminescentes (Leds). L'image est directement envoyé à l'écran. Plus besoin de multi vidéo projecteurs pour la projection. L'image y est beaucoup plus lumineuse et contrastée. Cependant, ça nécessite une structure porteuse conséquente (20 tonnes contre 3 tonnes pour un dôme de 15m.) et une ventilation importante du au dégagement de chaleur de l'ensemble des leds, pour l'instant réservée aux grandes installations. Nagoya en 2021 et Yokohama en 2022, puis Prague en 2025 sont les planétariums équipés (hormis quelques salles dédiées aux loisirs et spectacles).

## Historique
L'idée de représenter artificiellement le ciel est très ancienne. Il semble que, dès l'Antiquité, on ait forgé ce mot pour désigner une sorte de maquette représentant le Soleil, la Lune et les planètes. L’ancêtre de ces premières représentations dont il nous reste encore quelques éléments est la machine d'Anticythère (IIe siècle av. J.-C.)

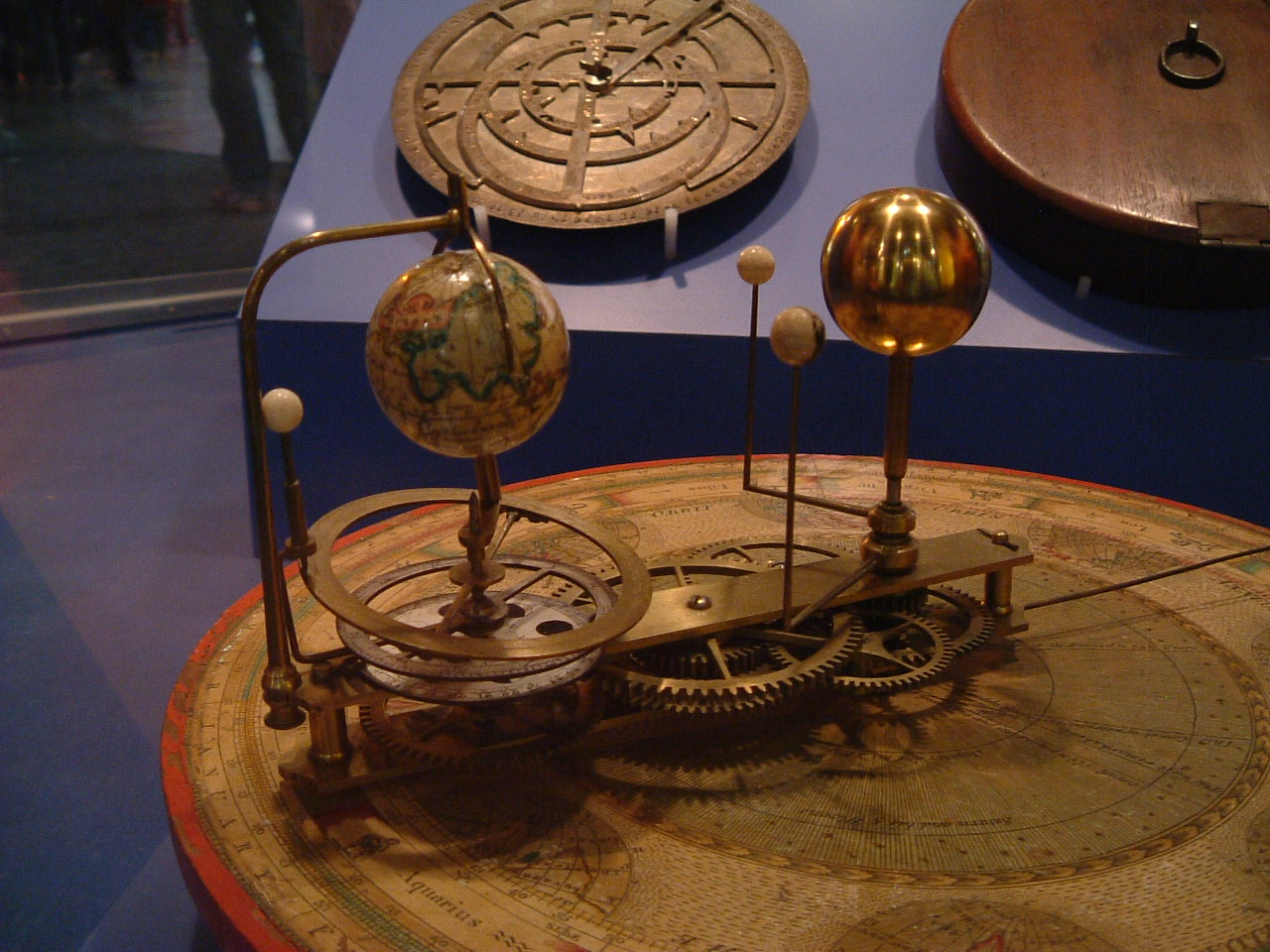
Ancien planétaire.

À la périphérie de ces objets, on peut ajouter des outils tel que les astrolabes, sphères armillaires, horloges astronomiques, planétaires (orrery, en anglais) qui permettaient de modéliser les mouvements des planètes autour d'un Soleil fixe : les étoiles n'étaient pas présentes, mais pouvaient être suggérées par des dessins placés à la périphérie. Le Planetarium Eise Eisinga, planétaire géant construit entre 1774 et 1781 par Eise Eisinga à Franeker, est l'ultime exemple des planétariums dits coperniciens (ou héliocentriques).
Par ailleurs, on a aussi cherché à représenter les étoiles par l'intermédiaire de globes célestes plus ou moins grands (voir par exemple l'un des globes de Coronelli).
Dans un cas comme dans l'autre, le spectateur était extérieur : il voyait les planètes tourner autour du Soleil, ou les étoiles sur une sphère devant lui (les figures des constellations étaient donc inversées).
Construit entre 1650 et 1664, le Globe géant de Gottorf pourrait être considéré comme le premier planétarium du monde puisqu'on pouvait pénétrer à l'intérieur pour y découvrir une représentation du ciel étoilé.
Il a fallu ensuite attendre le début du XXe siècle pour voir apparaître le concept moderne du planétarium grâce notamment à des ingénieurs allemands travaillant pour la firme Carl Zeiss.

### Le premier planétarium
À l'initiative de l'astronome allemand Max Wolf, alors directeur de l'observatoire de Heidelberg, et du fondateur du Musée technique de Munich (le Deutsches Museum) Oskar von Miller, l'idée d'un planétarium galiléen (ou ptolémaïque) fut proposée dès 1913 à la société Zeiss. Son directeur, Walther Bauersfeld (en), construisit un premier planétarium, prototype de tous ceux que nous connaissons aujourd'hui. La première version de cet appareil a été installée en août 1923 sur les toits de l'usine Zeiss à Iéna, en Allemagne. Cette première version a été montée sous un dôme de 16 m de diamètre.
Le 21 octobre 1923, cet appareil fut présenté au public de Munich. Il n'y resta que quelques semaines, et retourna à Iéna pour être terminé.
C'est finalement le 7 mai 1925 que le premier planétarium fut installé définitivement sur le toit du Deutsches Museum.

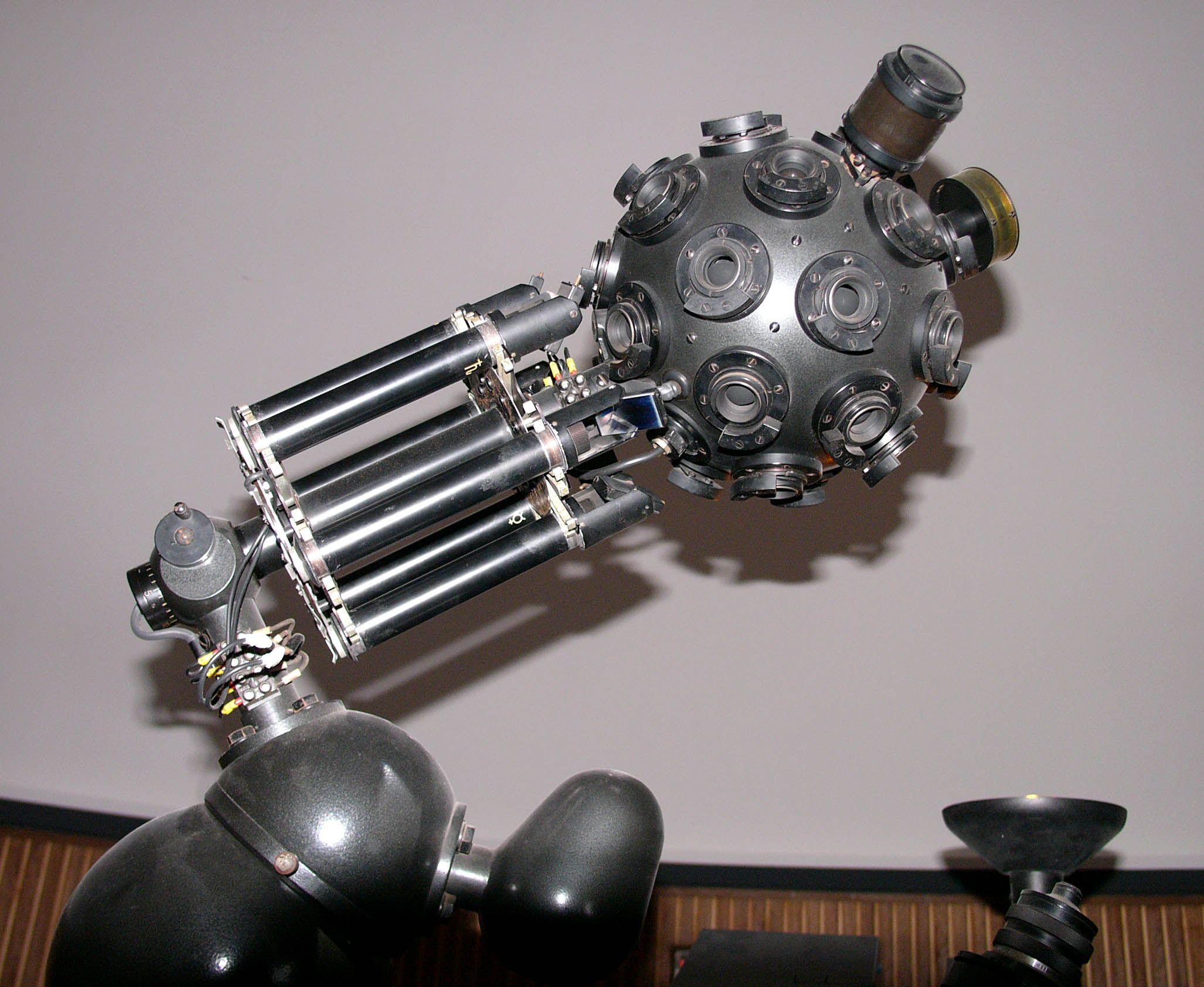
Plus petit modèle Zeiss : ZKP1.
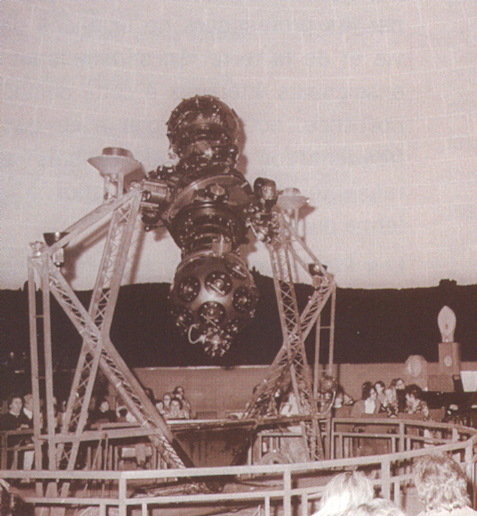
Modèle Zeiss universel de 1937.
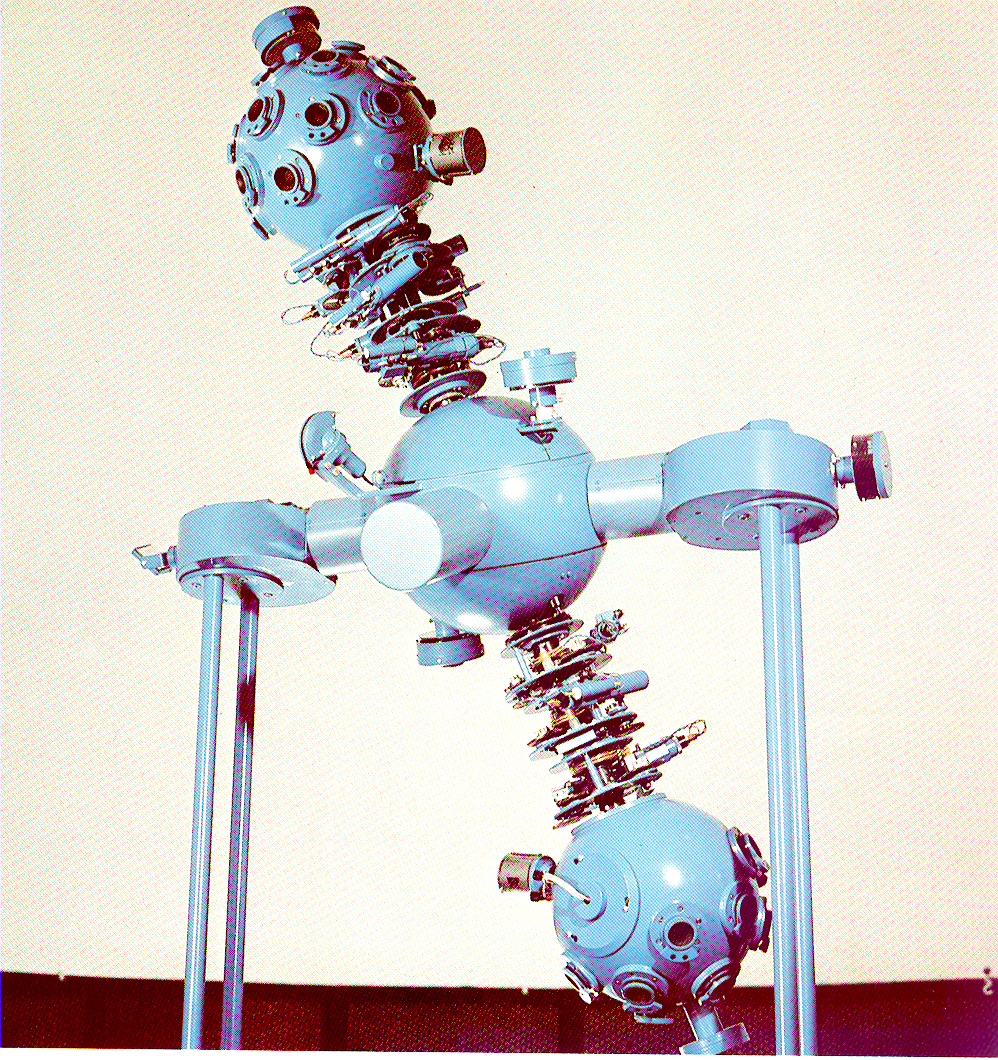
Modèle Zeiss ZKP 2.
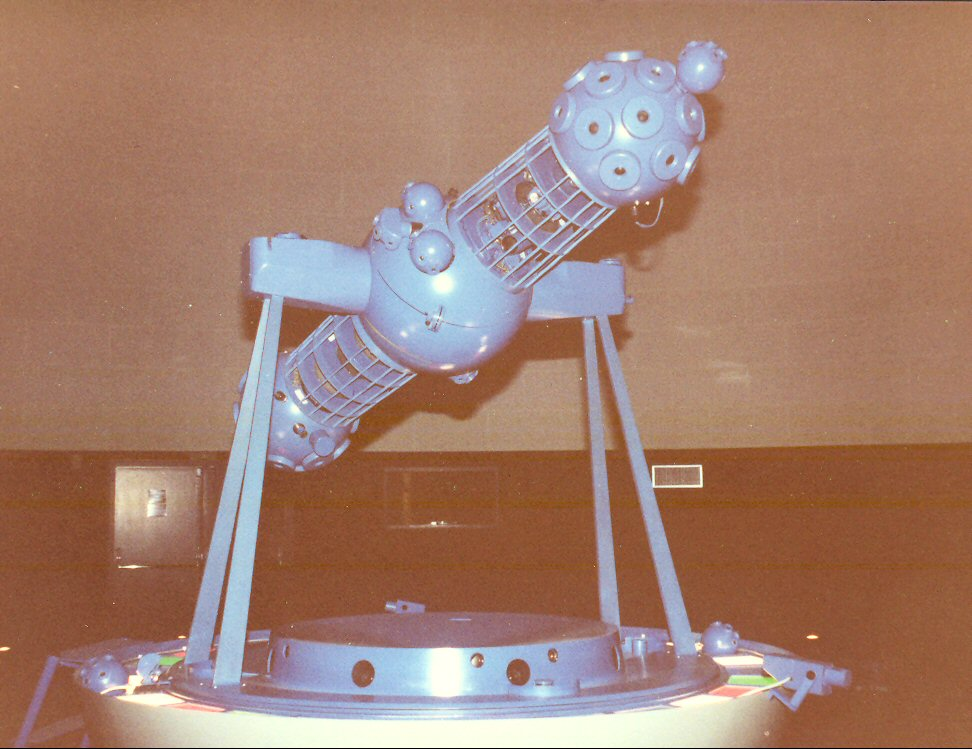
Modèle Zeiss RFP.
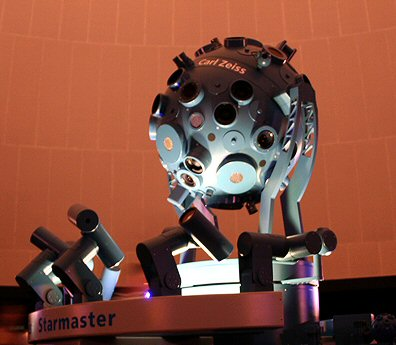
Modèle Zeiss Starmaster.

Cet appareil, ainsi que ceux qui vont suivre, sont de type opto-mécanique. Les dernières générations de la famille Zeiss ont utilisé un nouveau système de projection : les images des étoiles étaient générées par des fibres optiques (c'est notamment le cas du Starmaster).
Depuis, quelques autres constructeurs (japonais, américains et français) ont proposé des modèles qui équipent les salles actuelles. De petits modèles, moins perfectionnés, pour des salles de 4 ou 5 m de diamètre (souvent des structures mobiles) ont vu le jour au Japon, aux États-Unis, en France, en Italie et au Brésil.

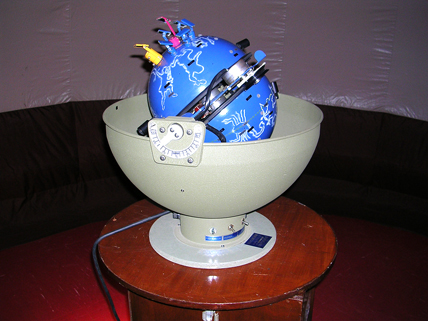
Petit modèle de la firme japonaise Goto (EX3).
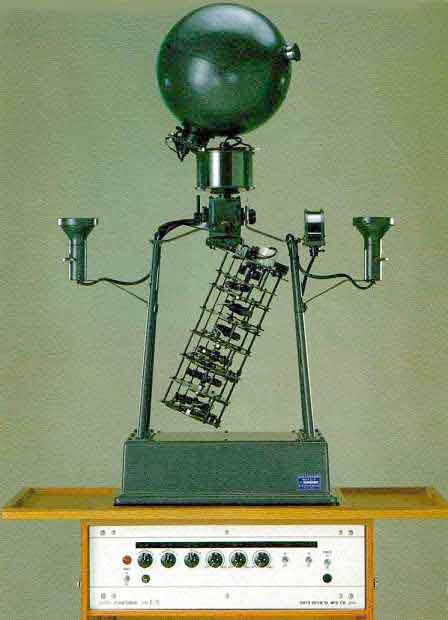
Modèle intermédiaire Goto (E5).
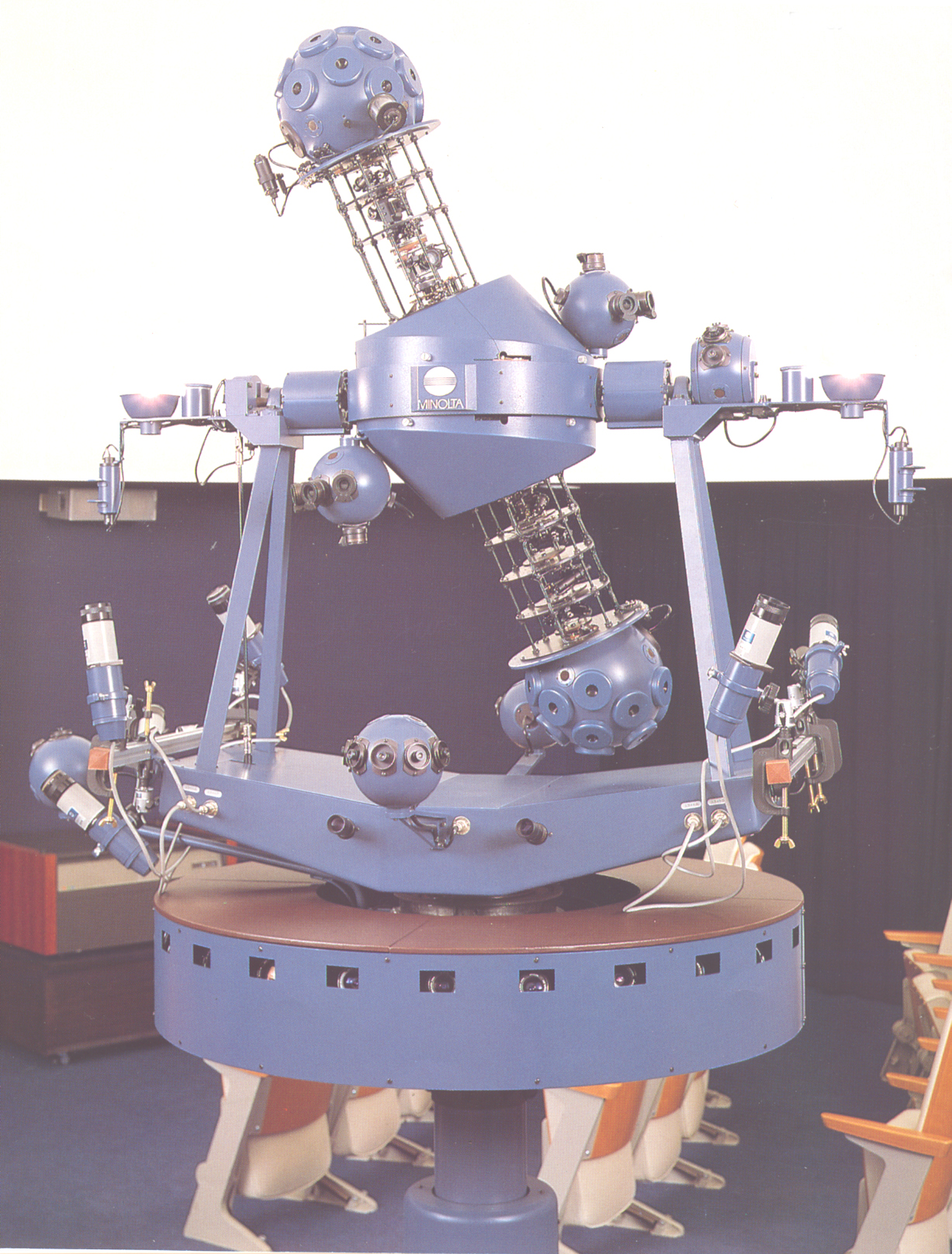
Modèle MS-8 de la firme japonaise Minolta.
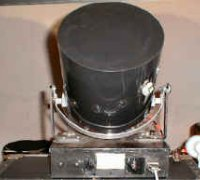
Modèle de petit projecteur de la firme américaine Starlab.
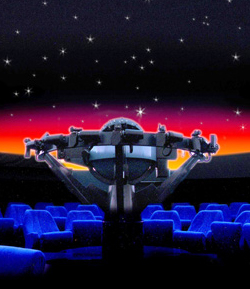
Modèle SN88 de la firme française RSA Cosmos.
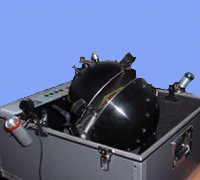
Modèle de petit projecteur (Cosmodyssée) de RSA Cosmos.

### Évolutions
Diffuser l'astronomie dans la société est le but principal d'un planétarium. Souvent installés dans des muséums d'histoire naturelle, les premiers planétariums ont permis à un grand nombre de citadins de découvrir le ciel étoilé et de se faire expliquer l'Univers. En ville, la pollution lumineuse effaçant progressivement les étoiles, les planétariums permettent aux citadins de redécouvrir les étoiles et la Voie lactée. La conquête de l'espace à travers la course à la Lune a permis aux États-Unis d'équiper de très nombreux lycées (high schools) d'un planétarium orienté vers les scolaires. En Europe, dès la naissance des planétariums en Allemagne, ce sont les principales capitales qui s'équipent. Il a fallu attendre la fin des années 1970 pour voir apparaître des planétariums plus modestes, des salles de 8 mètres avec une cinquantaine de places. Les décennies 1980 et 1990 ont vu le développement de nombreux planétariums de toutes tailles.
La généralisation du numérique dans l'ensemble des activités humaines n'a pas épargné les planétariums. Le développement de l'informatique a permis le développement de simulateurs astronomiques de plus en plus puissants, il était naturel de les voir apparaître dans les planétariums. Malgré une qualité visuelle très en deçà des projecteurs opto-mécaniques, leurs capacités pédagogiques naissantes sont déjà époustouflantes. Depuis des décennies, pour montrer autre chose que le ciel étoilé, tous les planétariums s'équipaient progressivement de projecteurs de diapositives et autres petits vidéoprojecteurs. L'arrivée des vidéoprojecteurs pilotés par un calculateur graphique et un logiciel astronomique dans les planétariums a permis de remplacer les projecteurs optiques, une révolution dans les salles : on pouvait enfin quitter la Terre pour aller se promener dans le Système solaire, visiter les planètes, tout en pouvant actualiser ces visuels avec ce que nous envoient les sondes spatiales. En intégrant les différents catalogues d'étoiles, des corps célestes et des galaxies, c'est tout l'univers observable qui devient affichable.
Aujourd'hui, il existe environ quatre ou cinq gros fournisseurs professionnels dans le monde capables de développer un logiciel capable d'afficher tous les corps du Système solaire et leurs mouvements avec l'intégration des principaux catalogues astronomiques. Mais, en marge de ces simulateurs, que tous les médiateurs peuvent piloter en direct pour leurs explications, s'est développé un très gros marché des films immersifs "pleine voute" (fulldome). Les structures de tailles intermédiaires ou modestes peuvent garder une grande part de leurs séances en direct, c'est plus compliqué dans une très grande structure qui peut recevoir de 100 000 à 200 000 visiteurs par an. L'enjeu des planétariums sera d'éviter de devenir des sortes de super cinéma, parfois en 3D, toujours en immersion complète sous un écran de 360°, mais pour projeter des films sur des sujets très éloignés de l'astronomie, voire, des sciences.

### Les systèmes numériques
Les systèmes numériques utilisent un logiciel astronomique capable d'afficher sur le dôme écran, tous les corps de l'Univers observable. Ces images sont générées par un ou plusieurs ordinateurs et sont : soient projetées à distance grâce à un ou plusieurs vidéoprojecteurs, soient affichées directement par les leds du dôme. Ces logiciels permettent de se déplacer dans un volume d'univers correspondant généralement au positionnement des étoiles du catalogue Hipparcos et celui de Gaia. Ils autorisent des effets spéciaux, comme le changement de perspective, le passage d'un repère géocentrique (comme nous, chaque fois que nous levons les yeux vers les étoiles) à un repère extérieur (en regardant la Terre de loin), l'intégration d'objets 3D comme des satellites ou des sondes spatiale. Les phénomènes comme les saisons, les phases de la Lune, les marées, deviennent plus faciles à modéliser. Les nouvelles techniques permettent une meilleure immersion et l'intégration de spectacles pleine voûte, ayant un lien avec l'astronomie.
Les petits planétariums (moins de 6 m) essentiellement mobiles et associatifs, se numérisent tous, notamment grâce à des procédés de type LSS. Il suffit d'un simulateur astronomique libre de droit et d'un vidéoprojecteur équipé d'une optique fisheye.
Cependant, les projecteurs numériques modernes ne permettent pas d'obtenir un piqué similaire aux projections optiques classiques des étoiles. Les meilleures projections numériques actuelles permettent d'afficher au mieux « 10K » sur le méridien, c'est-à-dire 10 000 pixels sur la demi-circonférence verticale du plafond. Actuellement, les meilleurs vidéoprojecteurs font « 4K », il en faut au moins dix pour obtenir une projection en "vrai" 8K. Houston aux États-Unis, Paris et Toulouse sont les premiers à offrir cette résolution aux alentours de l'année 2020. Une solution intermédiaire consiste à choisir un système hybride mais le budget est quasi doublé. On utilise le projecteur opto-mécanique pour montrer le ciel depuis la Terre puis, dès qu'on quitte notre planète, la simulation numérique prend le relais, comme au planétarium Carl Zeiss de Iéna. Mais la grande révolution viendra peut-être des "dôme-LED": remplacer tous les vidéos projecteurs par un dôme recouvert de leds (sur sa face intérieure).

## Les planétariums dans le monde

### International
Au niveau international, l'International Planetarium Society regroupe les associations nationales qui couvrent l'essentiel des planétariums de chaque pays.
D'après les derniers recensements (2025), on dénombre environ 3 000 planétariums fixes dans le monde (et probablement presque autant de mobiles) :
- Afrique : 22 planétariums, dont 8 en Égypte et 5 en Afrique du Sud.
- Amérique du Nord : 765 planétariums dont 740 aux États-Unis.
- Amérique centrale et du Sud : 190 planétariums dont 80 au Brésil et 40 au Mexique.
- Europe : 650 planétariums dont 125 en Italie, 110 en Allemagne, 75 en France, 56 en Russie, 42 en Espagne, 31 au Royaume-Uni, 37 en Turquie et 29 en Pologne.
- Asie : 1000 planétariums dont 330 au Japon, 380 en Chine, 120 en Corée du Sud, 90 en Inde, 22 en Thaïlande.
- Océanie : 20 dont 14 en Australie et 6 en Nouvelle-Zélande.

Planétarium de la Bibliothèque d'Alexandrie - Égypte.
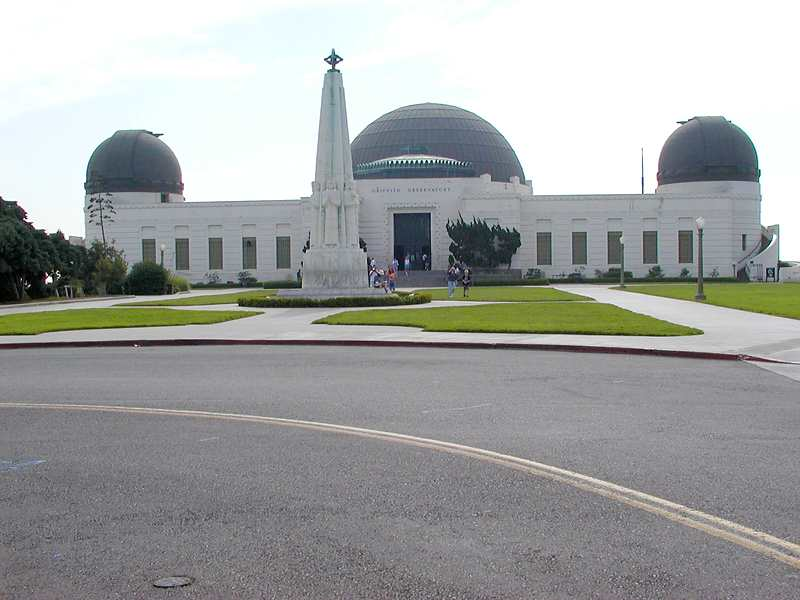
Griffith Observatory - Los Angeles.
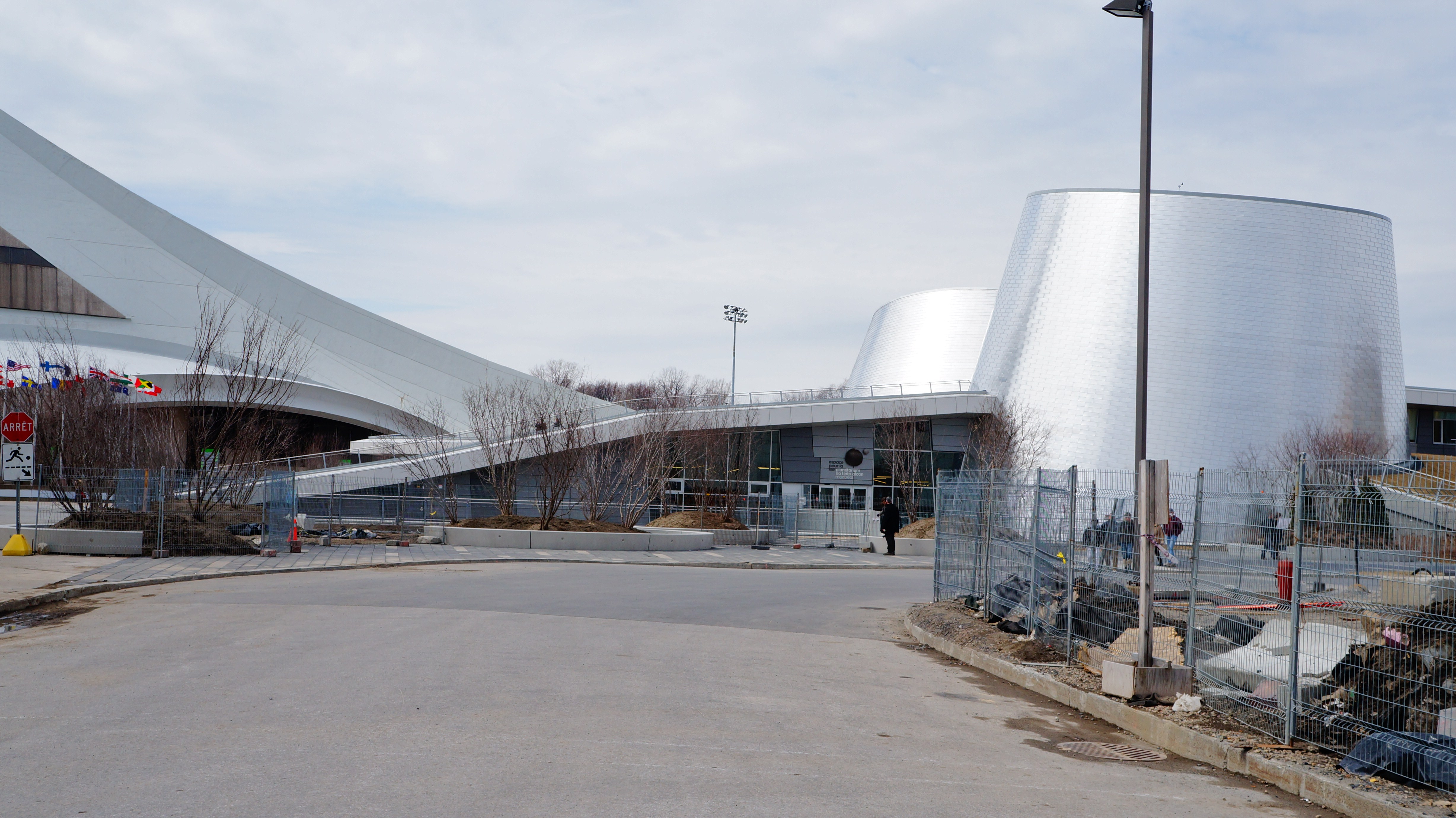
Planétarium de Montréal - Canada.
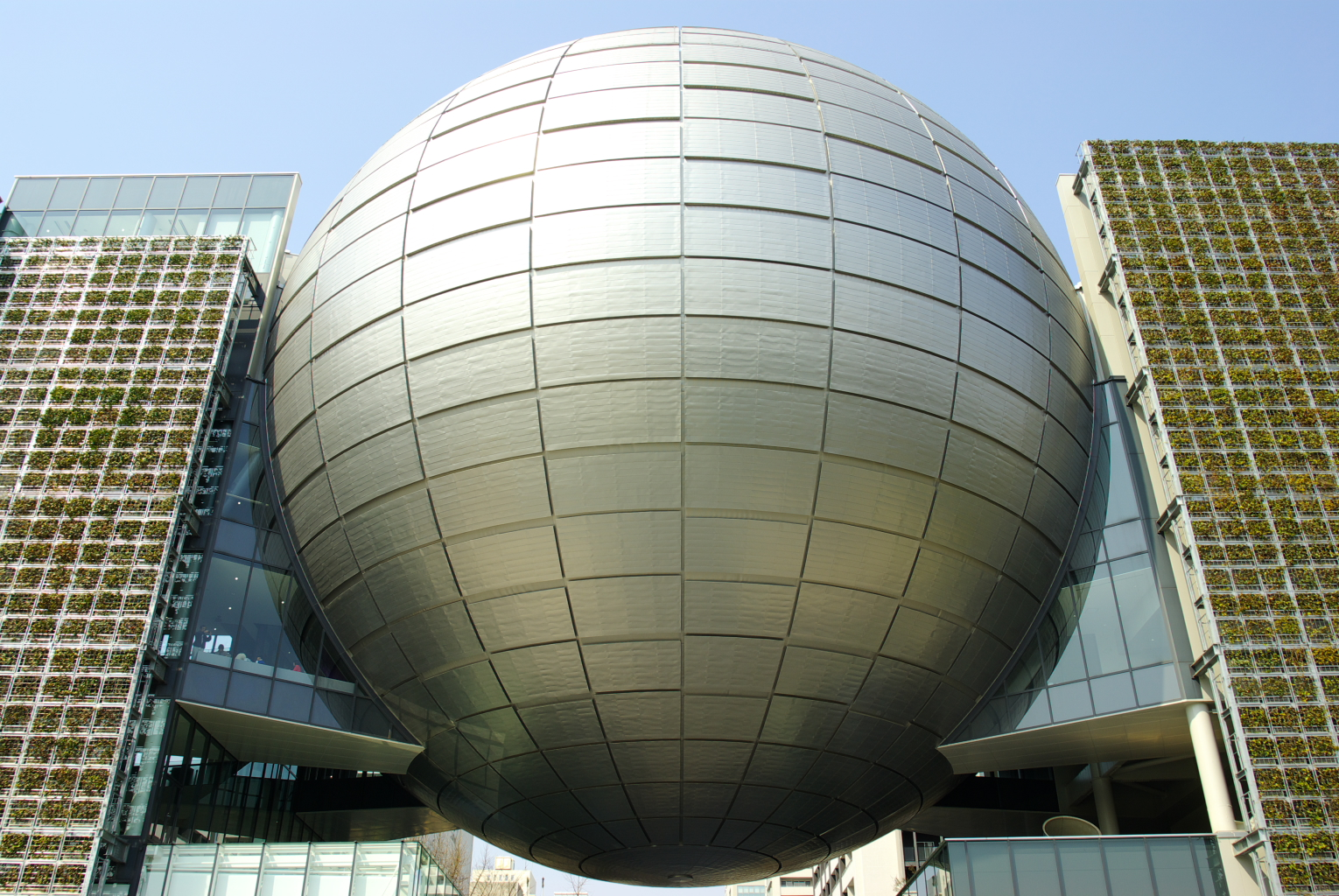
Le plus grand planétarium du monde (35 mètres) à Nagoya - Japon.
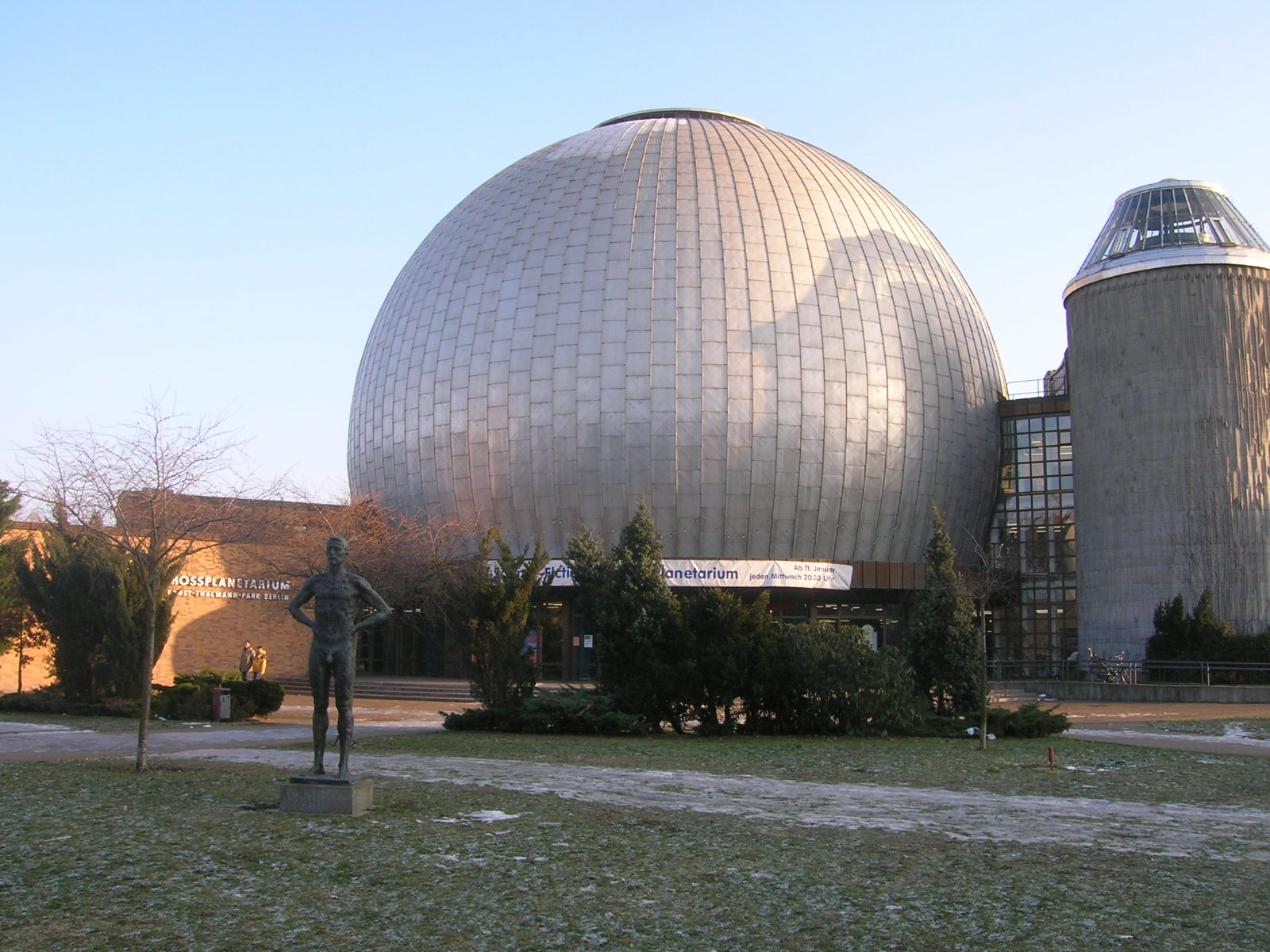
Planétarium de Berlin.
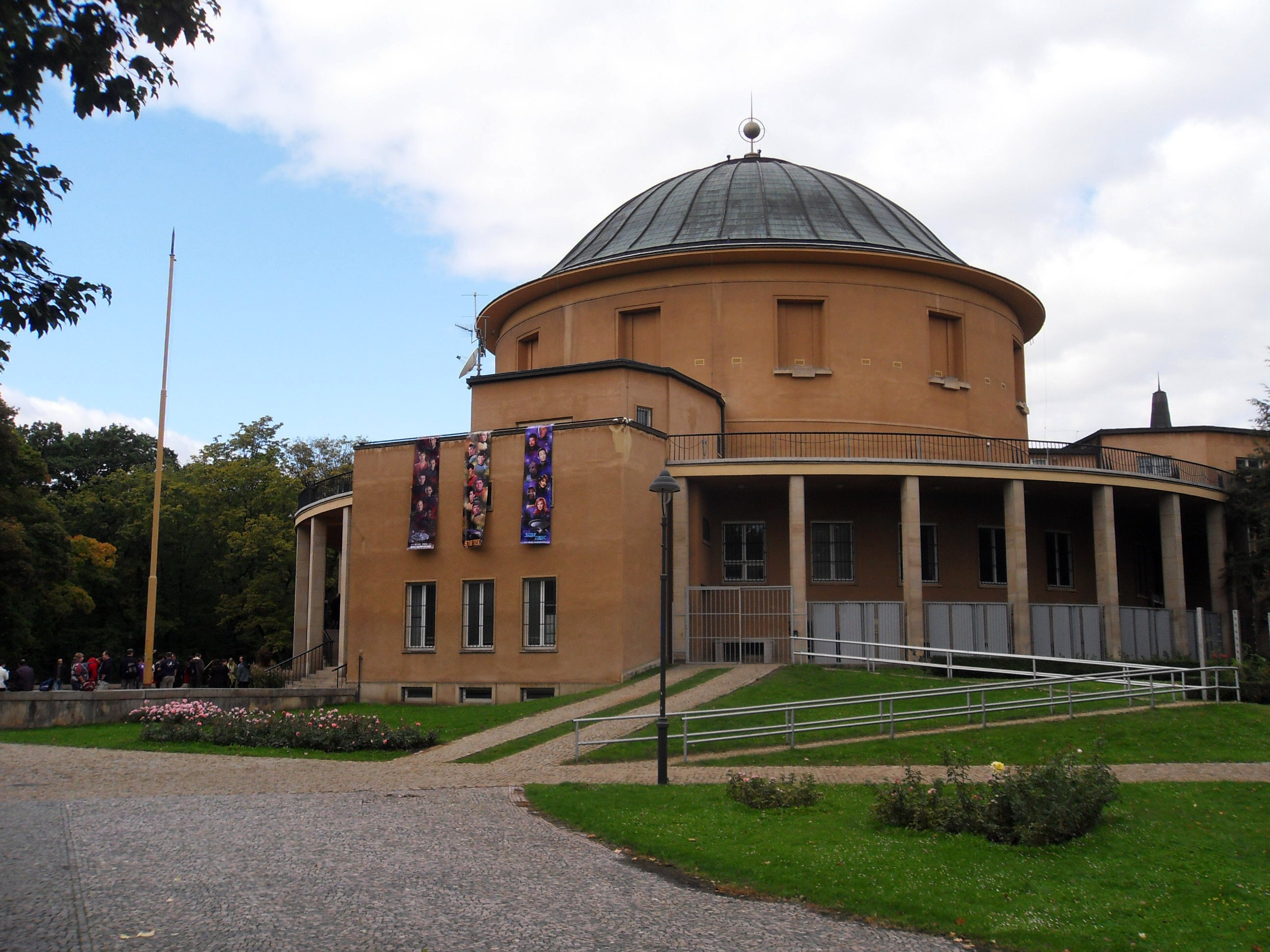
Planétarium de Prague.

### En France
Le premier planétarium français a été installé à l'occasion de l'Exposition internationale de Paris, le 5 mai 1937, sur le cours Albert-Ier. En 6 mois, Reysa Bernson la secrétaire générale du planétarium et six conférenciers Jacques Codry, André Hamon, Henri Kannapell, Eliezer Fournier, Armand Delsemme et Gérard de Vaucouleurs firent découvrir le ciel à 800 000 personnes. À la clôture de l'exposition (11 novembre 1937), il fut démonté et entreposé dans les sous-sols du Conservatoire national des arts et métiers (CNAM). Il trouva son installation définitive à partir du 27 juin 1952, à l'intérieur du Palais de la découverte, sous une coupole de 23,5 m de diamètre située dans l'actuel hall d'entrée du Palais ; il pouvait accueillir 355 personnes. Cette installation fonctionna jusqu'au 19 avril 1979 ; l'évolution des normes de sécurité imposèrent de libérer cet espace. En novembre 1979, une nouvelle salle ouvrit au public, avec un nouveau projecteur. Cette salle, de dimensions plus petites que la précédente (15 m de diamètre et permettant d'accueillir 201 personnes) est située au premier étage. Depuis toujours équipé de projecteurs Zeiss, le planétarium du Palais de la découverte a successivement été doté des simulateurs suivants : le modèle universel de 1935, le RFP Spacemaster, enfin le Starmaster. Après la fusion administrative (Universcience) de la Cité des sciences et de l'industrie (la Villette) avec le Palais de la découverte et la pression exercée par la rénovation progressive du Grand Palais, le Palais de la découverte a fermé en 2019 pour une durée d'au moins cinq ans, avec l'espoir d'un nouveau planétarium à sa réouverture. Mais la situation hautement stratégique du Palais de la Découverte fait l'objet de tractations politiques importantes. La menace d'une disparition complète du Palais de la Découverte n'est toujours pas exclue (2025).
Il y a 75 planétariums fixes en France (et environ 130 de plus en version itinérante). Parmi eux, on compte une quinzaine de planétariums dont le dôme a un diamètre égal ou supérieur à 10 mètres, une quinzaine entre 6 et 10 mètres et une autre quinzaine entre 4 et 6 mètres. Ouverts pour la plupart presque tous les jours, ils accueillent généralement 50 % de scolaires et 50 % de grand public. Les plus grands sont plus ludiques pour le grand public et les plus petits souvent plus pédagogiques pour les élèves. En 2022 et 2023, 5 grands planétariums s'ouvrent en France : Vulcania (22m), Strasbourg (15m), Grenoble (13m), Douai (15m) et à St Michel l'Observatoire, l'unique planétarium hybride en France (11,5m, avec un projecteur optique et numérique). Bordeaux (plus précisément Talence) développe un projet pour 2026.
Une association, l'APLF, rassemble la plupart des planétariums de langue française.
| Ville                       | Nom                                                   | Région                     | Diamètre    | Ouverture | Type          |
| --------------------------- | ----------------------------------------------------- | -------------------------- | ----------- | --------- | ------------- |
| Saint-Ours                  | Vulcania                                              | Auvergne-Rhône-Alpes       | 22 mètres   | 2023      | Numérique     |
| Paris                       | Cité des sciences et de l'industrie                   | Île-de-France              | 21,5 mètres | 1986      | Numérique     |
| Pleumeur-Bodou              | Planétarium de Bretagne                               | Bretagne                   | 20 mètres   | 1988      | Numérique     |
| Toulouse                    | Cité de l'Espace - Astralia                           | Occitanie                  | 19,8 mètres | 2005      | Numérique     |
| Douai                       | Orionis                                               | Hauts-de-France            | 15,5 mètres | 2023      | Numérique     |
| Montpellier                 | Planet Ocean Montpellier (ex Planétarium Galilée)     | Occitanie                  | 15,2 mètres | 2002      | Numérique     |
| Cappelle-la-Grande          | Le PLUS, Palais de l'Univers et des Sciences          | Hauts-de-France            | 15,3 mètres | 1989      | Numérique     |
| Toulouse                    | Cité de l'Espace - Stellarium                         | Occitanie                  | 15,2 mètres | 1997      | Numérique     |
| Paris                       | Palais de la découverte                               | Île-de-France              | 15 mètres   | 1952      | Optique       |
| Vaulx-en-Velin              | Planétarium de Vaulx-en-Velin                         | Auvergne-Rhône-Alpes       | 15 mètres   | 1995      | Numérique     |
| Saint-Omer                  | La Coupole d'Helfaut, Centre d'Histoire et de Mémoire | Hauts-de-France            | 15 mètres   | 2012      | Numérique 3D  |
| Strasbourg                  | Planétarium de Strasbourg                             | Grand Est                  | 15 mètres   | 2023      | Numérique     |
| Rennes                      | Espace des sciences                                   | Bretagne                   | 14,4 mètres | 2006      | Numérique     |
| Villeneuve-d'Ascq           | Forum départemental des sciences de Villeneuve-d'Ascq | Hauts-de-France            | 14 mètres   | 1996      | Optique       |
| Le Pont-de-Claix            | Centre de Sciences Cosmocité                          | Auvergne-Rhône-Alpes       | 13 mètres   | 2023      | Numérique     |
| Saint-Étienne               | Planétarium de Saint-Étienne                          | Auvergne-Rhône-Alpes       | 12 mètres   | 1993      | Numérique 3D  |
| Poitiers                    | Espace Mendès-France                                  | Nouvelle-Aquitaine         | 12,2 mètres | 1992      | Optique       |
| Saint-Michel-l'Observatoire | Planétarium de Haute Provence, (Centre d'Astronomie)  | Provence-Alpes-Côte d’Azur | 11,5 mètres | 2022      | Hybride       |
| Tonneville                  | Ludiver                                               | Normandie                  | 10 mètres   | 1999      | Optique       |
| Épinal                      | MJC Belle-Étoile                                      | Grand Est                  | 10 mètres   | 2002      | Numérique     |
| Dijon                       | Muséum d'Histoire Naturelle                           | Bourgogne-Franche-Comté    | 10 mètres   | 2005      | Optique       |
| Le Bourget                  | Musée de l'Air et de l'Espace                         | Île-de-France              | 8,2 mètres  | 1984      | Optique       |
| Aix-en-Provence             | Planétarium Peiresc                                   | Provence-Alpes-Côte d’Azur | 8 mètres    | 2014      | Numérique     |
| Nantes                      | Planétarium de Nantes                                 | Pays de la Loire           | 8 mètres    | 1981      | Numérique     |
| Nîmes                       | Planétarium de Nîmes                                  | Occitanie                  | 8 mètres    | 1982      | Optique       |
| Reims                       | Planétarium de Reims                                  | Grand Est                  | 8 mètres    | 2013      | Optique       |
| La Mongie                   | Observatoire du Pic du Midi                           | Occitanie                  | 7,6 mètres  | 2016      | Numérique     |
| Nançay                      | Pôle des étoiles de Nançay                            | Centre-Val de Loire        | 7 mètres    | 1997      | Numérique     |
| Fleurance                   | La Ferme aux étoiles                                  | Occitanie                  | 7 mètres    | 2014      | Numérique     |
| Sutrieu                     | Observatoire de la Lèbe                               | Auvergne-Rhône-Alpes       | 7 mètres    | 2019      | Numérique     |
| Toulouse                    | ENAC                                                  | Occitanie                  | 6 mètres    | 1974      | Optique       |
| Marseille                   | Andromède                                             | Provence-Alpes-Côte d’Azur | 6 mètres    | 2001      | Numérique LSS |
| Châtellerault               | Collège George-Sand                                   | Nouvelle-Aquitaine         | 6 mètres    | 1991      | Optique       |
| Cuisery                     | Centre Eden                                           | Bourgogne-Franche-Comté    | 6 mètres    | 2008      | Numérique LSS |
| Tauxigny                    | Observatoire astronomique du Ligoret                  | Centre-Val de Loire        | 6 mètres    | 2010      | Numérique     |
| Latrape                     | Le Balcon des Étoiles                                 | Occitanie                  | 6 mètres    | 2013      | Numérique LSS |
| Buthiers                    | Base de plein air et de loisirs de Buthiers           | Île-de-France              | 6 mètres    | 2014      | Optique       |
| Villers-sur-Mer             | Paléospace                                            | Normandie                  | 5,5 mètres  | 2017      | Numérique LSS |
| Laval                       | Planétarium de Laval                                  | Pays de la Loire           | 5 mètres    | 1992      | Numérique     |
| Lourdes                     | Astro-Club Lourdais                                   | Occitanie                  | 5 mètres    | 1995      | Numérique     |
| La Couyère                  | Centre d'Astronomie de La Couyère                     | Bretagne                   | 5 mètres    | 2008      | Numérique LSS |
| Belfort                     | Planétarium Marc Bertin                               | Bourgogne-Franche-Comté    | 5 mètres    | 1982      | Numérique LSS |
| Montredon-Labessonnié       | Pegaase                                               | Occitanie                  | 5 mètres    | 1993      | Optique       |
| Rodez                       | Andromède 4A, Musée du Rouergue                       | Occitanie                  | 5 mètres    | 1997      | Numérique LSS |
| Thairé                      | Les Pleiades                                          | Nouvelle-Aquitaine         | 5 mètres    | 2006      | Optique       |
| Megève                      | Association Mont d'Arbois Astronomie                  | Auvergne-Rhône-Alpes       | 4,5 mètres  | 2015      | Numérique LSS |
| Dax                         | Observatoire                                          | Nouvelle-Aquitaine         | 4,2 mètres  | 1983      | numérique LSS |
| Hyères                      | Observatoire du Pic des Fées                          | Provence-Alpes-Côte d’Azur | 4,2 mètres  | 1986      | Numérique LSS |
| Les Angles (près d'Avignon) | Parc du Cosmos Planétarium J.P. Barnaud               | Occitanie                  | 4 mètres    | 2004      | numérique LSS |
| Méolans-Revel               | Centre de Vacances Lou Riouclar                       | Provence-Alpes-Côte d’Azur | 4,0 mètres  | 2010      | Numérique     |
| Vinassan (Narbonne)         | ANAP                                                  | Occitanie                  | 4 mètres    | 1992      | Optique       |
| Nice                        | Collège Valéri                                        | Provence-Alpes-Côte d’Azur | 4 mètres    | 1985      | Numérique LSS |
| Neufchâteau                 | Planétarium MJC                                       | Grand Est                  | 4 mètres    | 2015      | Numérique     |
| Pau                         | G.E.R.M.E.A. (Fixe)                                   | Nouvelle-Aquitaine         | 4 mètres    | 2000      | Optique       |
| La Roche-Guyon              | Château de La Roche-Guyon                             | Île-de-France              | 4 mètres    | 2003      | Optique       |
| Narbonne                    | Observatoire Astronomique de Narbonne                 | Occitanie                  | 3,8 mètres  | 1992      | Numérique     |
| Les Makes                   | Observatoire Astronomique des Makes                   | La Réunion                 | 3,6 mètres  | 1998      | Numérique     |
| Montayral                   | GAP 47 - Observatoire du Fumelois                     | Nouvelle-Aquitaine         | 3,4 mètres  | 2001      | Numérique     |
| Arras                       | Planétarium des Groupes Scientifiques d'Arras         | Hauts-de-France            | 3 mètres    | 1990      | Optique       |
| Rouen                       | Observatoire Astronomique de Rouen                    | Normandie                  | 3 mètres    | 1994      | Numérique     |
| Fleury-sur-Andelle          | Planétarium du Collège Guy de Maupassant              | Normandie                  | 3 mètres    | 1990      | Numérique     |
| Quimper                     | Planétarium de l'IUFM de Bretagne                     | Bretagne                   | 3 mètres    | 1986      | Numérique     |
| Plouaret                    | Planétarium du Collège François-Marie Luzel           | Bretagne                   | 3 mètres    | 1990      | Numérique     |
| Saint Mihiel                | Association Sammielloise d'Astronomie                 | Grand Est                  | 3 mètres    | 1987      | Numérique     |
| Maxéville                   | Planétarium de l'IUFM                                 | Grand Est                  | 3 mètres    | 1990      | Numérique     |
| Verny                       | E.R.E.A.                                              | Grand Est                  | 3 mètres    | 1990      | Numérique     |
| Vandœuvre-lès-Nancy         | Société Lorraine d'Astronomie                         | Grand Est                  | 3 mètres    | 1994      | Numérique     |
| Guéret                      | Planétarium des Monts de Gueret                       | Nouvelle-Aquitaine         | 3 mètres    | 1994      | Numérique     |
| Isserteaux                  | ASTRAP                                                | Auvergne-Rhône-Alpes       | 3 mètres    | 1984      | Numérique     |
| Vaujours                    | Parc forestier La Poudrerie                           | Île-de-France              | 3 mètres    | 1990      | Numérique     |
| Gretz-Armainvilliers        | Uranoscope                                            | Île-de-France              | 3 mètres    | 1992      | Numérique     |
| Montpellier                 | Planétarium de l'IUFM                                 | Occitanie                  | 3 mètres    | 1991      | Numérique     |
| Èze                         | ASTRORAMA (Fixe)                                      | Provence-Alpes-Côte d’Azur | 3 mètres    | 1987      | Numérique     |
| Cannes                      | Club Arts Science Solidarité                          | Provence-Alpes-Côte d’Azur | 3 mètres    | 1987      | Numérique     |
| Juan-les-Pins               | G.A.P.R.A.                                            | Provence-Alpes-Côte d'Azur | 3 mètres    | 1979      | Numérique     |
| Laval                       | M53 Mayenne Astronomie                                | Pays de la Loire           | 2 mètres    | 2009      | Numérique     |

Parmi les projets, citons le Planétarium de Talence (Bordeaux), dont l'ouverture est prévue pour 2026, avec un dôme de 11 mètres. Cinq régions françaises n'ont pas de planétarium en 2018 : Corse, Guadeloupe, Guyane, Martinique, Mayotte.

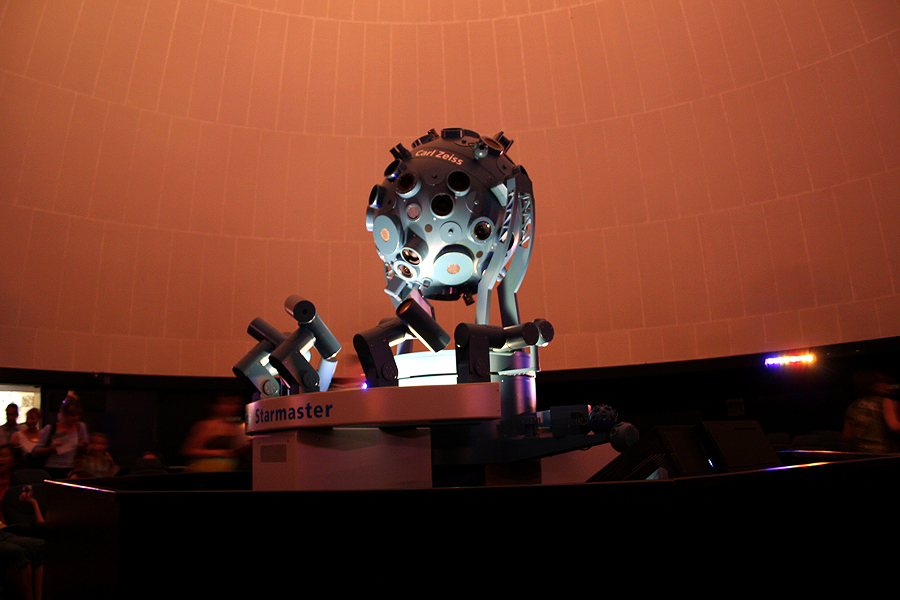
Le planétarium du Palais de la découverte à Paris.

| Ville                 | Nom                           | Diamètre  | Type      | Note |
| --------------------- | ----------------------------- | --------- | --------- | --- |
| Chasseneuil-du-Poitou | Chocs Cosmiques (Futuroscope) | 21 mètres | Vidéos    | Un des dômes du Futuroscope présente un spectacle d'astronomie mais n'est pas tout à fait un planétarium puisqu'il ne peut pas représenter la voûte étoilée en temps réel (le ciel de chaque soir).                                                            |
| Pougues-les-Eaux      | Casino                        | 15 mètres | Numérique | Le casino de Pougues-les-Eaux près de Nevers, dispose en principe d'un simulateur astronomique en temps réel mais installé comme élément d'animation décoratif dans le hall d'accueil qui fait également office de bar. Celui-ci est aujourd'hui hors-service. |
| Fleurance             | Hameau des étoiles            | 10 mètres | Numérique | Dôme équipé d'un télescope et d'écrans pour spectateur. Une sorte de croisement entre un observatoire et un planétarium (sans en être vraiment un). |